# Книга пророка Софонии
Кни́га проро́ка Софо́нии — книга, входящая в состав еврейской Библии (Танаха) и Ветхого Завета. В еврейской Библии помещается в разделе Невиим (Пророки). Девятая книга из «Двенадцати малых пророков». Написана пророком Софонией.

## Авторство
Единственным прямым библейским свидетельством о лице пророка, как писателе известной с его именем пророческой книги, его происхождении и времени пророческой деятельности является надписание книги:

Слово Господне, которое было к Софонии, сыну Хусия, сыну Годолии, сыну Амории, сыну Езекии, во дни Иосии, сына Амонова, царя Иудейского.
— Соф. 1:1

## Время написания
Время пророческого служения, а также произнесение речей пророка Софонии определяется в самом надписании его книги «во дни Иосии, сына Амонова, царя Иудейского», царствовавшего, как известно из 4Цар. 22:1 и 2Пар. 34:1 тридцать один год, — по принятой хронологии от 641 до 610 года до н. э. При этом существуют различные точки зрения к какому именно периоду этого царствования относится начало пророческой деятельности Софонии.
Использование сопоставлений и аналогий с книгой пророка Иеремии, вступившего на своё пророческое служение, согласно Иер. 1:2 и Иер. 25:3 в 13-й год царствования Иосии, позволяет предположить, что пророк Иеремия был некоторое время  современником пророка Софонии.
Некоторые исследователи (Эвальд, Геферник, Штаде, Тюрнин, Нарциссов) и толкователи книги пророка Софонии относят время произнесения речей,  содержащихся в книге пророка Софонии, к дореформенному 11-ти летнему периоду царствования царя Иосии (641—630 года до н.э.). Основаниями для это служат следующие данные о внутреннем состоянии Иудейского царства, особенно характерные для этого периода, заимствуемые из самой книги:
1. в стране господствуют — культ Ваала с особенными жрецами, кемарим, поклонение и служение светилам небесным и культ Молоха (1:4—9),
2. главное значение в жизни народной принадлежит аристократии светской и духовной, которая, однако, злоупотребляет своим значением и лишь развращает народ (3:2—4);
3. В руках правящих лиц и торговых людей скопились значительная богатства (1:13—18), но материальное довольство создало в них полное равнодушие к учению и угрозам пророков (1:3—12; 3:11).

По мнению других исследователей (Кёллна, Гитцига, Штрауса), происхождение пророчества Софонии современно 6-ти летней реформаторской деятельности царя Иосии (629—623 года до н. э.). Однако прямого указания на религиозно-богослужебные реформы царя Иосии в книге пророка Софонии не имеется.
Некоторые исследователи (Делич, Клейнерт, Филиппсон и другие) относят речи пророка Софонии к послереформенному 12-ти летнему периоду жизни и царствования Иосии (622—610 года до н. э.). На это указывает то, что в книге сообщается о предстоящем истреблении «остатков Ваала» (Соф. 1:4), что было возможно лишь после того, как царь Иосия по достижении совершеннолетия начал религиозную реформу, а особенно после того как с обретением Книги закона (в 18-й год своего царствования) с новою ревностью принялся за истребление остатков идолослужения в своей стране. Также об официальном употреблении в стране закона, хотя и нарушаемого священниками (Соф. 3:4), не могло быть и речи до открытия Книги закона. Также пророк Софония, примыкая к пророчеству Наума (1:14; 2:2; 3:15), предвозвещает скорую гибель Ниневии и всей Ассирии (Соф. 2:13—15), что произошло в 606 году до н. э. Эти данные более благоприятствует сравнительно более позднему, чем раннему, написанию книги.
В первой половине XIX века исследователи признавали книгу произведением одного священного писателя, жившего лет за 25 до вавилонского плена. С середины XIX столетия стали появляться возражения против единства и цельности книги пророка Софонии. Библейские критики (Штаде, Швалли, Будде) утверждали, что только первая глава книги бесспорно принадлежит пророку Софонии, имя которого стоит в надписании, но во второй и третьей главах они указывали на отдельные стихи и отделы послепленного происхождения. К ним относятся все те места, которые не согласуются, по их мнению, с содержанием первой главы, то есть имеют не грозно обличительный в отношении иудеев характер, а напротив имеют целью защитить иудейский народ от других народов, в частности, отрывок Соф. 2:4—10, содержащий в себе предвещание кары соседним с иудеями народам; или же в своём содержании указывающие на обстоятельства времени вавилонского плена или даже периода послепленного, например отрывок Соф. 3:9, 10, выражающий идею обращения язычников к Единому Богу, или пророческий отрывок Соф. 3:14—20 о будущем обновлении и прославлении Сиона после времён уничижения.

## Содержание
По своему содержанию книга пророка Софонии может быть подразделена на три части, в общем совпадающие с нынешним делением книги на три главы. Первая глава изображает ожидающий Иудею суд Божий за идолослужение и нечестие её жителей. Вторая глава предвещает погибель других, языческих царств. Третья глава — после повторного наказания Иудеи и других народов (Соф. 3:1—8), даёт величественное изображение грядущей новой формы жизни — спасения иудеев и язычников.

## Темы
Преобладающий тон речей пророка Софонии — эсхатологический, а главный и центральный предмет их — карательный и очистительный суд над израильским народом, а затем над другими народами и над всем миром вообще, имеющий целью общее, универсальное спасение.
Начатками этого спасения явятся «смиренные земли, исполняющие законы» Господа (Соф. 2:3), не делающие неправды «остатки Израиля» (Соф. 3:13), которые и составят новую теократическую общину. Религиозно-нравственные основания жизни этой будущей общины будут прямо противоположны жизни современной пророку иудейской общины (Соф. 3:11—13), а, вследствие этого, совершенно изменятся отношения Бога к народу: вместо грозного Судии, Он будет для Своих избранников Царём, Покровителем, Защитником, и отношения Его к новой общине будут так же любвеобильны, как отношения жениха к невесте (Соф. 3:14—17), а конечным результатом этого будет честь, мир и слава обновлённой теократической общины (Соф. 3:18—20).
Затем пророку предносится ещё более возвышенные и широкие перспективы: в спасении примут участие и другие народы, ложные боги которых будут истреблены (Соф. 2:11), а они сами обратятся к призванию Господа (Соф. 3:9, 10).
Главные пункты содержания пророчества Софонии имеют аналогии у более древних пророков. Согласно Мартину Буцеру, книга является кратким изложением всех пророческих речей. Делич и другие разделяли пророческие писания на два ряда — Исайи и Иеремии, и пророчество Софонии ставили во главе тех, которые стоят под определяющим влиянием пророка Иеремии.
Однако, согласно Толковой Библии преемников А. П. Лопухина, не все черты будущего Мессианского царства нашли раскрытие или даже упоминание у пророка Софонии. Так у Софонии отсутствует учение о личном Устроителе будущего царства, «день Господа» у него не есть только день гнева и суда (как у Иоиля, Наума), но вместе и начало возрождения, и притом не одного избранного народа, как у пророка Иоиля (глава 3), но и всего человечества. Это не позволяет говорить о какой-либо его несамостоятельности или зависимости от пророка Иеремии или от другого пророка.

## В религиозной традиции

### Иудаизм
Пророчество Цфании (таково оригинальное имя Софонии на иврите) является частью ежедневной молитвы. Так вспоминают слова Цфании о будущем избавлении «В то время приведу вас и в то время соберу вас, ибо сделаю вас именитыми и почетными между всеми народами земли, когда возвращу пленников ваших перед глазами вашими, сказал Господь» (Соф. 3:20)
В Талмуде слова пророчества Софонии понимаются как говорящие о будущем величии всех народов, которые будут едины с евреями в служении Всевышнему, как сказано в пророчестве «Тогда опять Я дам народам уста чистые, чтобы все призывали имя Господа и служили Ему единодушно» (Соф. 3:9).

### Православие
Православная церковь, совершая церковное прославление пророка Софонии 3 (16) декабря, в церковной службе пророку особенно отмечает торжественное его мессианское пророчество прославления Сиона с явлением Мессии (Соф. 3:14, 15): «Явился еси светозарен Божественным Духом, пророче Софоние, Божие явление возгласив: радуйся зело, дщи Сионя, Иерусалимова, проповеждь: се царь твой грядет спасаяй». Это пророчество читается на паремии в праздник Входа Господня в Иерусалим.